# Afriscrobs
Afriscrobs is een geslacht van weekdieren uit de klasse van de Gastropoda (slakken).

## Soorten
- Afriscrobs adjacens (E. A. Smith, 1910)
- Afriscrobs africanus (Bartsch, 1915)
- Afriscrobs minutissimus (Turton, 1932)
- Afriscrobs muiri (Barnard, 1963)
- Afriscrobs quantilla (Turton, 1932)
- Afriscrobs saldadinensis (Hornung & Mermod, 1928)
- Afriscrobs turtoni (Bartsch, 1915)